# غالينا كوكليفا
غالينا كوكليفا (بالروسية: Галина Куклева)، من مواليد 21 نوفمبر 1972، وهي لاعبة أولمبية روسية معتزلة، شاركت غالينا في دورة الألعاب الأولمبية عام 1998، حيث حققت ميدالية ذهبية في سباق 7.5 كم، بالإضافة إلى تحقيق عدداً من الميداليات الملونة في بطولة العالم لألعاب القوى.